# Bear Bergman
Bear Bergman (né le 22 septembre 1974) est un homme trans, auteur, poète, dramaturge, et artiste de théâtre dont l'identité de genre est l'un des principaux axes de son travail.

## Biographie
Bergman fait ses études à l'Académie Concord, et il est l'un des fondateurs de la première Alliance gay-hétéro, et membre de la commission pour la sécurité dans les écoles (« Safe Schools Commission ») du Gouverneur du Massachusetts, pour la jeunesse LGBT. Il a obtenu un Bachelor en Beaux-Arts du Hampshire College, en 1996.
Le premier livre de Bergman, Butch Is a Noun, est publié en septembre 2006 par Suspect Thoughts Pres, et est nommé pour le Prix Lambda Literary dans la catégorie LGBT de non-fictionnel. Une nouvelle édition est publiée par Arsenal Pulp Press en 2010. Le deuxième livre de Bergman, The Nearest Exit May Be Behind You, a été diffusé par Arsenal Pulp Press à l'automne 2009, et a été finaliste pour remporter le Prix Lambda Literary, dans la catégorie Transgenre. Son plus récent livre pour les adultes, co-édité avec l'auteure non-binaire Kate Bornstein est Gender Outlaws: The Next Generation, qui remporte le Prix Lambda Literary en 2011, dans la catégorie Anthologie LGBT, et un prix spécial de Publishing Triangle. Il est également l'auteur de deux livres pour enfants (dont l'un, The Adventures of Tulip, Birthday Wish Fairy, est finaliste pour recevoir le Prix Lambda Literary en 2013, dans la catégorie Enfants/Jeunes adultes LGBT), et a écrit un sixième livre intitulé Blood, Marriage, Wine & Glitter publié le 23 septembre 2013 par Arsenal Pulp Press.
En outre, Bergman continue de donner des cours et d'effectuer des spectacles en solo dans des universités, des festivals et des théâtres, à travers les États-Unis, le Canada et le Royaume-Uni. Ces spectacles ont reçu des prix lors des trois dernières biennales du National Gay & Lesbian Theatre Festival à Columbus, notamment la récompense « Best of the Festival », et « Festival and Best New Work ». En 2005, Bergman reçoit une subvention du Conseil culturel du Massachusetts, ainsi qu'une bourse du Millay Colony for the Arts. D'autres distinctions lui sont également attribuées pour avoir servi à la communauté transgenre, notamment The Spirit of Stonewall Award, le Trans 100 entre autres.
Bergman vit à Toronto, en Ontario, et est marié avec le militant J. Wallace, avec qui il a trois enfants.

## Livres
- Blood, Marriage, Wine & Glitter 2013, Arsenal Pulp Press,  (ISBN 978-1-55152-511-2)
- The Adventures of Tulip, Birthday Wish Fairy 2012, Flamingo Rampant,  (ISBN 978-0987976307)
- Backwards Day 2012, Flamingo Rampant,  (ISBN 978-0987976314)
- Gender Outlaws: The Next Generation co-edited with Kate Bornstein. 2010, Seal Press  (ISBN 978-1-58005-308-2)
- The Nearest Exit May Be Behind You 2009, Arsenal Pulp Press,  (ISBN 978-1-55152-264-7)
- Butch Is A Noun 2006, reissued 2010, Arsenal Pulp Press,   (ISBN 978-1-55152-369-9)

## Spectacles de théâtre en solo
- Machatunim
- The Virginity Lost & Found
- Monday Night in Westerbork
- Clearly Marked
- You'll Never Piss In This Town Again
- Ex Post Papa